# Марк Фурій Фуз
Марк Фу́рій Фуз (лат. Marcus Furius Fusus; V століття до н. е.) — політичний, державний і військовий діяч Римської республіки, військовий трибун з консульською владою (консулярний трибун) 403 року до н. е.

## Біографічні відомості
Походив з давнього патриціанського роду Фуріїв. Про молоді роки його, батьків згадок у джерелах немає.
403 року до н. е. його було обрано військовим трибуном з консульською владою разом з Марком Квінтілієм Варом, Гнеєм Корнелієм Коссоом, Луцієм Валерієм Потітом, Аппієм Клавдієм Крассом Інрегілленом і Манієм Емілієм Мамерціном. Під час цієї каденції ці трибуни, за виключенням Аппія Клавдія, займалися облогою міста Вейї. Водночас вони забезпечили невтручання в цю війну інших етруських міст. Протягом року тривали численні бої, навіть вперше римська армія проводила бойові дії взимку. Втім вони не принесли позитивного результату римлянам. Це спричинило конфлікт з народними трибунами, які вважали, що таким чином патриції тримають за межами політичної боротьби багато воїнів-плебеїв, які не повернулися взимку до своїх осель. Лише вилазка вейянців призвела до зменшення напруги конфлікту. Можливо 389 року до н. е. його було обрано цензором.
Про подальшу долю Марка Фурія Фуза відомостей не збереглося.